# Jennifer Holmgrenová
Jennifer Holmgrenová (nepřechýleně Jennifer Holmgren; * 1962, Kolumbie) je kolumbijská chemička, která se zabývá chemickými technologiemi a palivy. V současné době je generální ředitelkou společnosti LanzaTech, která přeměňuje emise uhlíku na udržitelnou energii. Pod jejím vedením společnost vyvinula první alternativní letecké palivo na světě odvozené z průmyslových odpadních plynů.
Holmgrenová se celou svou kariéru zabývá snižováním uhlíkové stopy a rozšiřováním oblasti chemických technologií a paliv. Je autorkou a spoluautorkou 20 vědeckých publikací a podílela se také na 50 patentech a publikacích. Za svoji práci obdržela mnoho prestižních ocenění.
Je propagátorkou nových metod Zachycování a ukládání odpadního uhlíku (CCS – Carbon Capture and Storage) a především Zachycování a využívání odpadního uhlíku (CCU – Carbon Capture and Use). Jejich principem je (místo těžby původního fosilního uhlíku) znovu použít odpadní uhlík, který znečišťuje prostředí, a využít jej k výrobě udržitelnějších produktů.

## Životopis

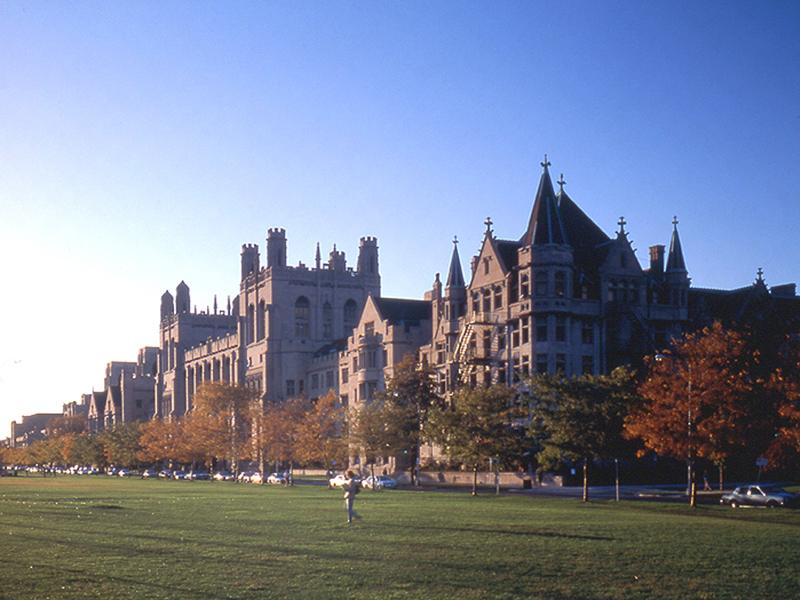
Chicagská univerzita

Jennifer Holmgrenová se narodila v roce 1962 v Kolumbii jako nejstarší ze tří dětí. Její otec byl letecký mechanik a její matka byla v domácnosti a přivydělávala si nárazově. Rodina se přestěhovala do Spojených států amerických, když její otec získal novou práci u kolumbijské letecké společnosti Avianca. Holmgrenová ještě jako dítě byla fascinována vesmírem a snila o cestování vesmírnou lodí. Oba její rodiče byli zastánci vzdělání a podporovali ji ve studiu.
Po přestěhovala do USA navštěvovala střední školu v Los Angeles a začala se zajímat o chemii a STEM (Science, technology, engineering, and mathematics, česky Věda, technologie, inženýrství a matematika). S podporou svých učitelů pokračovala ve svém úsilí v technických oborech, kterým většinou dominují muži. Tvrdila, že její první láska je letectví a inspirovala se prací svého otce – leteckého mechanika.
Holmgrenová vystudovala Harvey Mudd College s titulem MBA na Chicagské univerzitě a PhD na University of Illinois Urbana-Champaign. K jejímu úspěšnému studiu přispělo nadání, podpora rodiny a pedagogů.

## Kariéra

Emise CO_{2} na obyvatele v tunách za rok (2017)

Po ukončení studií začala pracovat ve společnosti Universal Oil Production (UOP). Postupně se vypracovala na viceprezidentku a generální ředitelku pro obnovitelné zdroje energie. Během svého působení se zabývala a následně i vedla výzkum obnovitelných technologií při výrobě paliv pro použití v oblasti letectví. Holmgrenová je v současné době (2020) generální ředitelkou společnosti LanzaTech a zasedá v představenstvu pro výzkum bioenergie. LanzaTech je společnost, která přeměňuje emise uhlíku na udržitelnou energii. Pod jejím vedením společnost vyvinula první alternativní letecké palivo na světě odvozené z průmyslových odpadních plynů. Během svého působení ve společnosti LanzaTech se jí podařilo prosadit, aby byla po celém světě vybudována zařízení na výrobu chemikálií a paliv z ukládaného uhlíku. Její práce přispěla k popularizaci nové metod výroby biopaliv. V roce 2023 byl pod jejím vedením zahájen provoz výrobního závodu LanzaJet se sídlem v Sopertonu ve státě Georgia. Začátkem roku 2024 plánovala uvést do provozu 6 nových závodů s celkovou kapacitou pro snižování emisí uhlíku, které se rovná odstranění 110 000 vozů ze silnic ročně.

## Ocenění a úspěchy
- V roce 2015 obdržela Holmgrenová spolu se svým týmem ve společnosti LanzaTech prezidentskou cenu Green Chemistry Award od Agentury pro ochranu životního prostředí Spojených států amerických.[1]
- V roce 2015 obdržela cenu Outstanding Leadership Award in Corporate Social Innovation od YMCA Metropolitan Chicago a cenu BIO Rosalind Franklin Award for Leadership in Industrial Biotechnology.
- V roce 2017 byla Holmgrenová jmenována nejvlivnějším lídrem v sektoru bioekonomiky.
- V roce 2018 získala ocenění za vedení od Global Bioenergy.
- V roce 2022 obdržela čestný doktorát na Delft University of Technology a byla zařazena mezi 40 nejvlivnějších lidí podle Independent Commodity Intelligence Service.
- V roce 2022 přihlásila společnost LanzaTech do soutěže Earthshot se svou technologií recyklace uhlíku. LanzaTech je jedním z 15 finalistů a jediným finalistou ze Spojených států. Soutěž podpořil princ William, který cenu založil.[9]